# 15 maart
15 maart is de 74e dag van het jaar (75e dag in een schrikkeljaar) in de gregoriaanse kalender. Hierna volgen nog 291 dagen tot het einde van het jaar.

## Gebeurtenissen
- Algemeen
  - 1993 - De Verenigde Naties kondigen aan dat ze de daaropvolgende maand zullen beginnen met de repatriëring van 1,3 miljoen Mozambikaanse vluchtelingen, die hun Afrikaanse land verlaten hebben vanwege de zestien jaar durende burgeroorlog.
  - 2016 - De Noorse terrorist Anders Breivik brengt bij het begin van zijn proces de Hitlergroet in de rechtbank.
  - 2019 - Bij een terroristische aanslag in twee moskeeën in Christchurch, Nieuw-Zeeland komen 51 mensen om het leven. De moordaanslagen waren via een livestream te volgen op het internet.
  - 2020 - Ministers Arie Slob en Bruno Bruins kondigen in een persconferentie aan dat alle scholen, kinderopvangcentra, cafés, restaurants en sportclubs in Nederland moeten sluiten vanaf 18:00 uur diezelfde dag in verband met de uitbraak van het coronavirus.
- Bouwkunst en architectuur
  - 2010 - De Binnenhoftoren in Rotterdam wordt geopend.
- Economie
  - 1996 - De Nederlandse vliegtuigbouwer Fokker wordt failliet verklaard.
- Kunst en cultuur
  - 1972 - De film The Godfather gaat in New York in première.
- Oorlog
  - 933 - Slag bij Merseburg: koning Hendrik I ("de Vogelaar") verslaat bij Merseburg de binnengevallen Magyaren.
  - 1916 - Amerikaanse troepen vallen Mexico binnen in een poging revolutionair Pancho Villa te pakken te krijgen.
  - 1939 - Duitse troepen bezetten Praag, waarna het resterende deel van Tsjechië met weinig weerstand wordt geannexeerd door het Derde Rijk en herbenoemd tot het Protectoraat Bohemen en Moravië. Slowakije heeft zich de dag voordien met de hulp van Hitler onafhankelijk verklaard, waarna het een vazalstaat van nazi-Duitsland wordt.
  - 1941 - Stichting van het Onafhankelijkheidsfront, de belangrijkste verzetsorganisatie van België, op initiatief van de Kommunistische Partij van België (KPB).
  - 1990 - De Iraans-Britse journalist Farzad Bazoft (31) wordt in Irak opgehangen wegens spionage voor Israël en Groot-Brittannië. Verpleegster Daphne Parish krijgt 15 jaar cel voor medeplichtigheid. Europa reageert verontwaardigd.
  - 2009 - Vier hulpverleners van de Verenigde Naties worden in Somalië ontvoerd, en enkele uren later weer vrijgelaten.
  - 2011 - In Syrië beginnen de protesten tegen president Assad, die uiteindelijk zullen ontaarden in een burgeroorlog.
- Politiek
  - 44 v.Chr. - Julius Caesar wordt vermoord. Zie ook: Idus van maart.
  - 351 - Keizer Constantius II benoemt zijn neef Constantius Gallus tot Caesar (onderkeizer).
  - 493 - Odoaker, de eerste barbaarse koning van Italië, wordt tijdens een banket vermoord door Theodorik, koning van de Ostrogoten.
  - 1820 - Het noordoostelijke deel van de Amerikaanse staat Massachusetts wordt afgesplitst, en vormt de staat Maine.
  - 1820 - Maine treedt als 23e staat toe tot de Verenigde Staten.[1]
  - 1848 - In Hongarije breekt een opstand uit tegen de Habsburgse monarchie.
  - 1848 - In Nederland bieden alle ministers – 'door pligtsgevoel gedrongen' – hun ontslag aan, nadat de koning de Tweede Kamer geheel buiten hun medeweten om heeft uitgenodigd tot het doen van voorstellen voor een ruimere herziening van de Grondwet.
  - 1916 - De Universiteit van Gent wordt vernederlandst; dit wordt echter na het einde van de Eerste Wereldoorlog weer teruggedraaid.
  - 1951 - In Nederland treedt het kabinet-Drees I aan.
  - 1978 - Somalië sluit vrede met Ethiopië na een acht maanden lange oorlog.
  - 1990 - Michail Gorbatsjov wordt de nieuwe president van de Sovjet-Unie. Het Congres van Volksafgevaardigden geeft hem uitgebreide volmachten.
  - 1990 - De Sovjet-Unie en het Vaticaan knopen opnieuw officiële betrekkingen aan, nadat deze in 1917 na de Oktoberrevolutie waren verbroken.
  - 1991 - De voormalige bezettingsmachten in Duitsland (de Verenigde Staten, Rusland - voorheen de Sovjet-Unie -, het Verenigd Koninkrijk en Frankrijk) doen officieel afstand van hun rechten erop.
  - 2001 - In Nederland wordt de politieke partij ChristenUnie (CU) opgericht.
  - 2005 - De Kosovaarse president Ibrahim Rugova ontsnapt aan de dood als een bom ontploft in een vuilnisbak die langs de weg staat waarlangs hij met zijn auto passeert.
  - 2006 - Het regime in Tsjaad claimt een staatsgreep te hebben verijdeld. Militairen zouden om vier uur in de ochtend hebben geprobeerd het regime van president Idriss Deby omver te werpen.
  - 2015 - Het parlement van Venezuela stemt in met een wet die president Nicolás Maduro toestemming geeft om de komende negen maanden per decreet te regeren.
  - 2017 - In Nederland worden Tweede Kamerverkiezingen gehouden.
- Religie
  - 1345 - Het Mirakel van Amsterdam vindt plaats.
  - 1557 - Paus Paulus IV creëert tien nieuwe kardinalen, onder wie de in 1712 heilig verklaarde bisschop van Nepi Michele Ghislieri.
  - 1875 - Paus Pius IX creëert elf nieuwe kardinalen, onder wie de Poolse oud-nuntius in België Mieczyslaw Ledóchowski en de Belgische aartsbisschop van Mechelen Victor Augustus Dechamps.
  - 1887 - Oprichting van het rooms-katholieke bisdom Monaco.
  - 1892 - Verheffing van de rooms-katholieke apostolische prefectuur Denemarken tot het apostolisch vicariaat Denemarken.
  - 1998 - Zaligverklaring van Eugenius Bossilkov (1900-1952), Bulgaars bisschop en martelaar, in Rome door paus Johannes Paulus II.
- Sport
  - 1892 - De Engelse Club Liverpool F.C. wordt opgericht
  - 1903 - De eerste Turkse voetbalclub, Beşiktaş JK, wordt opgericht.
  - 1911 - Oprichting van de Oostenrijkse voetbalclub FK Austria Wien.
  - 1921 - Stichting van de Poolse voetbalclub Raków Częstochowa.
  - 1971 - De Belgische regerend wereldkampioen wielrennen Jean-Pierre Monseré verongelukt tijdens een wedstrijd in Retie.
  - 1997 - De Nederlandse schaatsster Marianne Timmer verbetert in Calgary het Nederlands record van Christine Aaftink op de 500 meter (39,88 seconden) en noteert 39,30 seconden op klapschaatsen.
  - 2001 - In het Zwitserse Bazel wordt het St. Jakob-Park officieel geopend: het grootse voetbalstadion van het land.
  - 2002 - Regerend Europees en olympisch schaatskampioen Jochem Uytdehaage uit Nederland is in zijn thuisbasis Heerenveen al zijn concurrenten de baas en wint de wereldkampioenschappen allround. De Duitse Anni Friesinger wint het goud bij de vrouwen.
  - 2003 - De Nederlander Rens Blom verbetert in Birmingham het Nederlands indoorrecord polsstokhoogspringen met een spronghoogte van 5,75 meter.
  - 2007 - De Nederlandse schaatser Casper Helling vestigt het werelduurrecord op de schaats in Salt Lake City: in één uur tijd schaatst hij 41969,1 m.
  - 2011 - Opening van de Guldfågeln Arena, een voetbalstadion in de Zweedse stad Kalmar en de thuishaven van Kalmar FF.
  - 2015 - De Nederlander Max Verstappen maakt zijn debuut als jongste Formule 1-coureur ooit (17 jaar) bij het team van Scuderia Toro Rosso in de Grand Prix Formule 1 van Australië op het circuit van Albert Park.
  - 2022 - Ajax wordt uitgeschakeld in de Champions League omdat ze in hun eigen stadion met 0-1 verliezen van Benfica.
  - 2025 - Op het WK afstanden wint schaatser Joep Wennemars goud op de 1000 meter, voor Jenning de Boo en Jordan Stolz. Hij treedt hiermee in de voetsporen van zijn vader Erben Wennemars, die dezelfde titel won in 2003 en 2004.
- Wetenschap en technologie
  - 1493 - De Italiaanse ontdekkingsreiziger Christoffel Columbus keert terug naar de haven van de Spaanse gemeente Palos de la Frontera na zijn ontdekking van Amerika.
  - 1806 - Nabij Alais (Frankrijk) valt een CI koolstofhoudende chondriet, een zeldzaam type meteoriet.[2]
  - 2003 - De Westerscheldetunnel tussen Ellewoutsdijk en Terneuzen wordt in gebruik genomen.
  - 2003 - Een nieuw virus (mogelijk een griepvirus) met de naam SARS, breekt uit in China. De WHO geeft een, tijdelijk negatief reisadvies af, naar dit gebied en omringende landen.

## Geboren

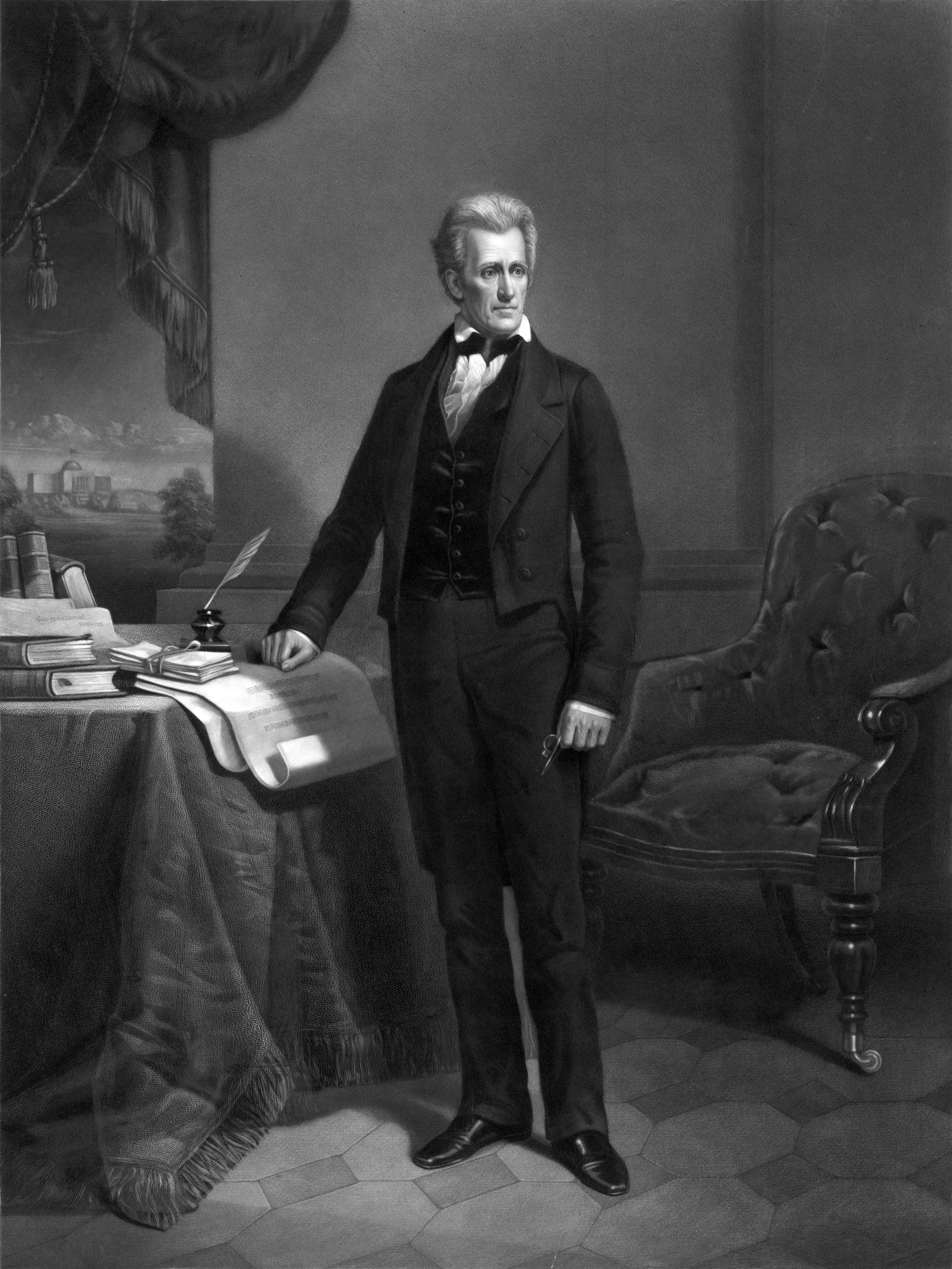
Andrew Jackson
geboren in 1767

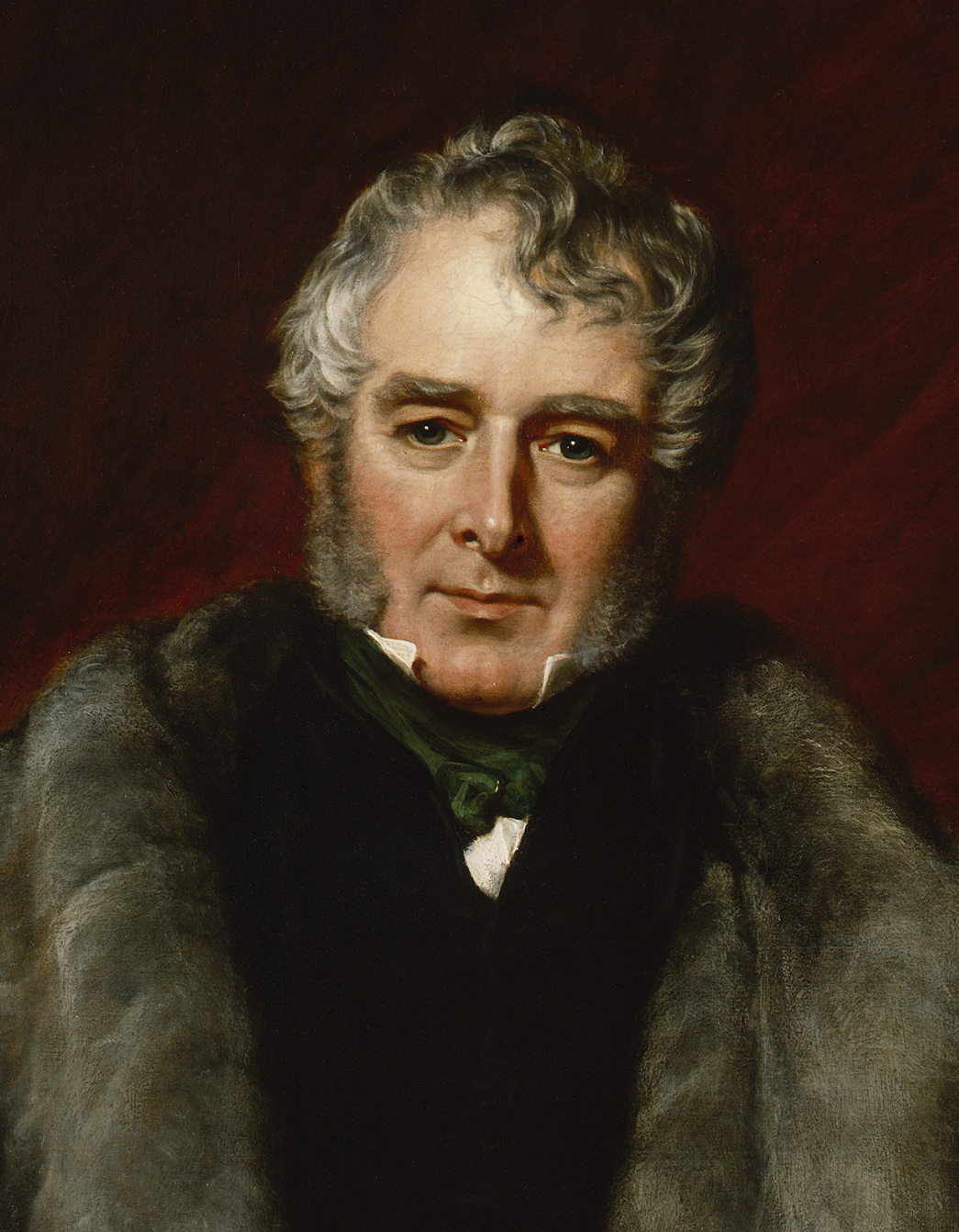
William Lamb (Lord Melbourne)
geboren in 1779

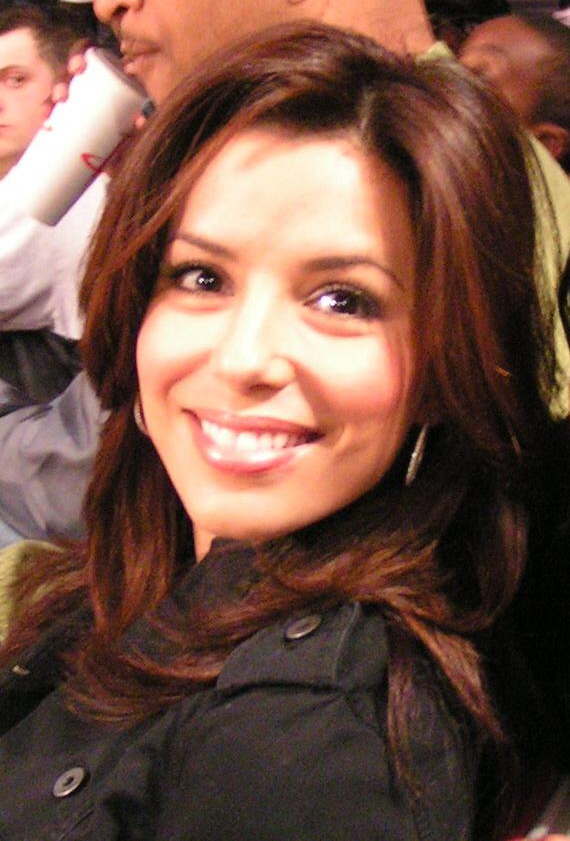
Eva Longoria
geboren in 1975

- 40 - Marcus Valerius Martialis, Romeins schrijver (overleden 104)
- 1614 - Franciscus de le Boë Sylvius, Nederlands arts (overleden 1672)
- 1713 - Nicolas Louis de Lacaille, Frans cartograaf van de zuidelijke sterrenhemel (overleden 1762)
- 1767 - Andrew Jackson, zevende president van de Verenigde Staten (overleden 1845)
- 1773 - François René Gebauer, Frans componist, professor en fagottist (overleden 1845)
- 1779 - Lord Melbourne, Brits premier van het Verenigd Koninkrijk (overleden 1848)
- 1809 - Joseph Jenkins Roberts, Liberiaans staatsman (overleden 1876)
- 1813 - John Snow, Brits arts (overleden 1858)
- 1830 - Marinus Wilhelmus van der Aa, Nederlands auteur (overleden 1905)
- 1830 - Paul Heyse, Duits schrijver en Nobelprijswinnaar (overleden 1914)
- 1830 - Élisée Reclus, Frans geograaf en anarchist (overleden 1905)
- 1854 - Emil Adolf von Behring, Duits arts en Nobelprijswinnaar (overleden 1917)
- 1856 - Achille Locatelli, Italiaans curiekardinaal en nuntius in België en Nederland (overleden 1935)
- 1886 - Sergej Kirov, Sovjet-revolutionair (overleden 1934)
- 1888 - Sophus Nielsen, Deens voetballer en voetbalcoach (overleden 1963)
- 1895 - Tobie Goedewaagen, Nederlands filosoof en politicus (overleden 1980)
- 1896 - Esteban Abada, Filipijns senator (overleden 1954)
- 1899 - Arie Bieshaar, Nederlands voetballer (overleden 1965)
- 1901 - Theo Uden Masman, Nederlands musicus (overleden 1965)
- 1902 - Henri Saint Cyr, Zweeds ruiter (overleden 1979)
- 1905 - Berthold Schenk von Stauffenberg, Duits jurist en antinazi (overleden 1944)
- 1906 - Helen Wainwright, Amerikaans zwemster (overleden 1965)
- 1907 - Zarah Leander, Zweeds zangeres en actrice (overleden 1981)
- 1908 - Roland Varno, Nederlands-Amerikaans acteur (overleden 1996)
- 1910 - Thomas Richards, Brits atleet (overleden 1985)
- 1911 - Wilhelm Mohnke, Duits generaal (overleden 2001)
- 1912 - Louis Paul Boon, Belgisch schrijver (overleden 1979)
- 1913 - Jack Fairman, Brits autocoureur (overleden 2002)
- 1913 - Lex Goudsmit, Nederlands acteur (overleden 1999)
- 1913 - Gerard van Waes, Nederlands burgemeester (overleden 2009)
- 1916 - Harry James, Amerikaans trompettist (overleden 1983)
- 1916 - Geert Lubberhuizen, Nederlands uitgever (overleden 1984)
- 1916 - James L. Tarver, Amerikaans componist, muziekpedagoog en trompettist (overleden 1976)
- 1918 - Marvin Burke, Amerikaans autocoureur (overleden 1994)
- 1918 - Gérard Mertens, Nederlands politicus (overleden 2018)
- 1920 - Edward Donnall Thomas, Amerikaans professor emeritaat en Nobelprijswinnaar (overleden 2012)
- 1924 - Leo Geurtjens, Nederlands beeldhouwer (overleden 2020)
- 1927 - Al Herman, Amerikaans autocoureur (overleden 1960)
- 1928 - Raymonda Vergauwen, Nederlands-Belgisch zwemster (overleden 2018)
- 1929 - Martin Konings, Nederlands politicus (overleden 2020)
- 1930 - Zjores Ivanovitsj Alferov, Russisch natuurkundige en Nobelprijswinnaar (overleden 2019)
- 1930 - Martin Karplus, Amerikaans scheikundige en Nobelprijswinnaar (overleden 2024)
- 1932 - Alan Bean, Amerikaans astronaut (overleden 2018)
- 1933 - Ruth Bader Ginsburg, Amerikaans rechter Federale Hooggerechtshof (overleden 2020)
- 1933 - Wim Scherpenhuijsen Rom, Nederlands militair en bankier (overleden 2020)
- 1935 - Nabil Elaraby, Egyptisch diplomaat, hoogleraar, rechter en politicus
- 1935 - Judd Hirsch, Amerikaans acteur
- 1935 - Jimmy Swaggart, Amerikaans evangelist en muzikant (overleden 2025)
- 1936 - Francisco Ibáñez, Spaans schrijver en tekenaar (Paling en Ko) (overleden 2023)
- 1937 - Richard Klinkhamer, Nederlands schrijver en moordenaar (overleden 2016)
- 1937 - Valentin Raspoetin, Russisch (Siberisch) schrijver en milieuactivist (overleden 2015)
- 1937 - Bruno Santanera, Nederlands ondernemer
- 1938 - Friedhelm Frontzeck, Duits voetballer (overleden 2024)
- 1939 - Gunnar Daan, Nederlands architect, hoogleraar en beeldend kunstenaar (overleden 2016)
- 1940 - Marty Sheller, Amerikaans muzikant en componist (overleden 2022)
- 1941 - Jean-Louis Lafosse, Frans autocoureur (overleden 1981)
- 1942 - Montserrat Figueras, Spaans (Catalaans) sopraan, gespecialiseerd in oude muziek (overleden 2011)
- 1942 - Wayland Holyfield, Amerikaans songwriter (overleden 2024)
- 1942 - The Iron Sheik (Hossein Khosrow Ali Vaziri), Iraans professioneel worstelaar (overleden 2023)
- 1943 - Sly Stone, Amerikaans muzikant en muziekproducent (overleden 2025)
- 1943 - Jean-Paul van den Broeck, Belgisch striptekenaar
- 1943 - Frank Wiegand, Oost-Duits zwemmer
- 1944 - Emmerich Danzer, Oostenrijks kunstschaatser
- 1944 - Gérard Farison, Frans voetballer (overleden 2021)
- 1946 - Broeder Cesare Bonizzi, Italiaans Franciscaner monnik (overleden 2024)
- 1946 - Pauline van Rhenen, Nederlands actrice
- 1947 - Ry Cooder, Amerikaans gitarist
- 1948 - Sérgio Vieira de Mello, Spaans VN-commissaris (overleden 2003)
- 1949 - Gerard Arninkhof, Nederlands nieuwslezer
- 1949 - Bram Zeegers, Nederlands advocaat (overleden 2007)
- 1950 - Jos De Meyer, Belgisch politicus
- 1951 - Hans Scheepmaker, Nederlands regisseur en producent (overleden 2020)
- 1953 - Roland Freymond, Zwitsers motorcoureur
- 1953 - Christian Lopez, Frans voetballer
- 1953 - Erik-Jan Zürcher, Nederlands taalkundige
- 1954 - Huub Flohr, Nederlands priester
- 1955 - Roberto Maroni, Italiaans politicus (overleden 2022)
- 1955 - Dee Snider, Amerikaans zanger
- 1955 - Ton Verkerk, Nederlands voetballer en voetbalcoach
- 1956 - Gert Frank, Deens wielrenner (overleden 2019)
- 1957 - Roger Albertsen, Noors voetballer (overleden 2003)
- 1957 - Víctor Muñoz, Spaans voetballer en voetbalcoach
- 1958 - Giuseppe Di Capua, Italiaans stuurman bij het roeien
- 1959 - William Dunker, Belgisch zanger (overleden 2023)
- 1959 - Mattis Hætta, Noors zanger (overleden 2022)
- 1959 - Renny Harlin, Fins regisseur
- 1959 - Ben Okri, Nigeriaans dichter en schrijver
- 1961 - Wavel Ramkalawan, president van de Seychellen
- 1962 - Markus Merk, Duits voetbalscheidsrechter
- 1962 - Leopoldo Serantes, Filipijns bokser (overleden 2021)
- 1962 - Terence Trent d'Arby, Brits zanger
- 1963 - Marco Beukenkamp, Nederlands atleet
- 1965 - Pascal Tayot, Frans judoka
- 1966 - Cas Anvar, Canadees (stem)acteur en scenarioschrijver
- 1966 - Mervyn King, Engels dartspeler
- 1968 - Anca Tănase, Roemeens roeister
- 1969 - Marc Lammers, Nederlands hockeycoach
- 1969 - Carla Zijlstra, Nederlands schaatsster
- 1970 - Derek Parra, Amerikaans schaatser
- 1971 - Joachim Björklund, Zweeds voetballer
- 1971 - Constanța Burcică-Pipotă, Roemeens roeister
- 1971 - Paulien Huizinga, Nederlands presentatrice en schrijfster
- 1971 - Michael Rosborg, Deens wielrenner
- 1971 - Sandra Zwolle, Nederlands langebaanschaatsster
- 1972 - Elio Aggiano, Italiaans wielrenner
- 1972 - Filip Dewulf, Belgisch tennisser
- 1972 - Mark Hoppus, Amerikaans bassist
- 1972 - Ben Hunt-Davis, Brits roeier
- 1972 - Diego Nargiso, Italiaans tennisser
- 1972 - Christopher Williams, Jamaicaans atleet
- 1973 - Zhor El Kamch, Marokkaans atlete
- 1974 - Anders Andersson, Zweeds voetballer
- 1974 - Percy Montgomery, Zuid-Afrikaans rugbyspeler
- 1975 - Eva Longoria, Amerikaans actrice
- 1975 - Veselin Topalov, Bulgaars schaker
- 1975 - Will.i.am, Amerikaans zanger
- 1977 - Joseph Hahn, Amerikaans-Koreaans dj
- 1977 - Karol Kisel, Slowaaks voetballer
- 1977 - Imke Schellekens-Bartels, Nederlands amazone
- 1978 - Ali Saïdi-Sief, Algerijns atleet
- 1978 - Arnar Viðarsson, IJslands voetballer
- 1979 - Magnus Bahne, Fins voetballer
- 1979 - Gert Winckelmans, Belgisch acteur
- 1980 - Josefin Lillhage, Zweeds zwemster
- 1981 - Mikael Forssell, Fins voetballer
- 1981 - Koen Wilssens, Belgisch atleet
- 1982 - Rob Goris, Belgisch wielrenner (overleden 2012)
- 1982 - Wilson Kipsang, Keniaans atleet
- 1982 - Daniel Richardsson, Zweeds langlaufer
- 1983 - Guillano Grot, Nederlands voetballer
- 1984 - Wim van Helden, Nederlands radiodeejay
- 1985 - Nickesha Anderson, Jamaicaans atlete
- 1985 - Tom Chilton, Brits autocoureur
- 1985 - Kellan Lutz, Amerikaans acteur
- 1986 - Stacey Rookhuizen, Nederlands platenproducer en televisiejurylid
- 1987 - Michael Klueh, Amerikaans zwemmer
- 1987 - Andrés Túñez, Venezolaans voetballer
- 1987 - Ivan Vargić, Kroatisch voetbaldoelman
- 1988 - Sebastián Blanco, Argentijns voetballer
- 1988 - Jukka Lehtovaara, Fins voetballer
- 1988 - Jorrit Oosten, Nederlands shorttracker
- 1988 - Alexander Sims, Brits autocoureur
- 1989 - Daniel Madwed, Amerikaans zwemmer
- 1989 - Ondřej Mazuch, Tsjechisch voetballer
- 1989 - Gil Roberts, Amerikaans atleet
- 1989 - Nicole Schmidhofer, Oostenrijks alpineskiester
- 1989 - Adrien Silva, Portugees-Frans voetballer
- 1990 - Lorenzo Viotti, Zwitsers-Frans dirigent
- 1991 - Rabiu Ibrahim, Nigeriaans voetballer
- 1992 - Sosie Bacon, Amerikaans actrice
- 1992 - Jeremy de Nooijer, Nederlands voetballer
- 1993 - Paul Pogba, Frans voetballer
- 1993 - Franz-Josef Rehrl, Oostenrijks Noordse combinatieskiër
- 1994 - Nijel Amos, Botswaans atleet
- 1995 - Rick Dekker, Nederlands voetballer
- 1995 - Amaury Guichon, Frans-Zwitsers banketbakker
- 1995 - Kalidiatou Niakaté, Frans handbalster
- 1996 - Léon Deffontaines, Frans politicus
- 1997 - Franziska Gritsch, Oostenrijks alpineskiester
- 1997 - Davey Hamilton jr., Amerikaans autocoureur
- 2000 - Darius Johnson, Engels voetballer
- 2001 - Sam van Nunen, Nederlands zwemster
- 2002 - Lochie Hughes, Australisch autocoureur
- 2004 - Clara Fröhlich, Duits voetbalster
- 2005 - Jessica Edgar, Brits autocoureur
- 2005 - Nika Prevc, Sloveens schansspringster
- 2006 - Suus Verdaasdonk, Nederlands voetbalster

## Overleden

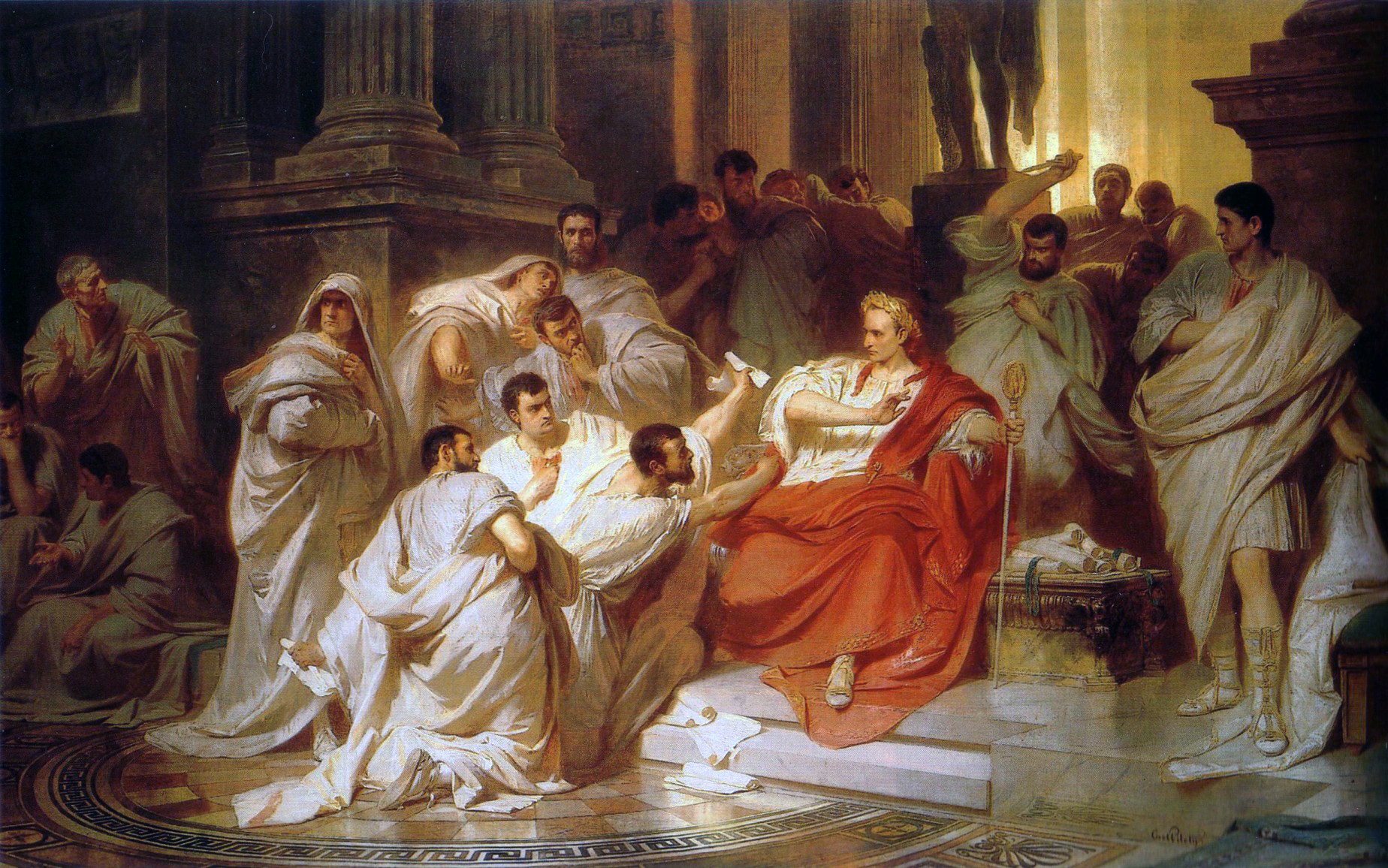
De dood van Julius Caesar (44 v.Chr.)

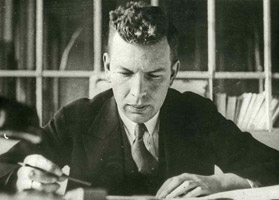
Herman Bernard Wiardi Beckman
overleden in 1945

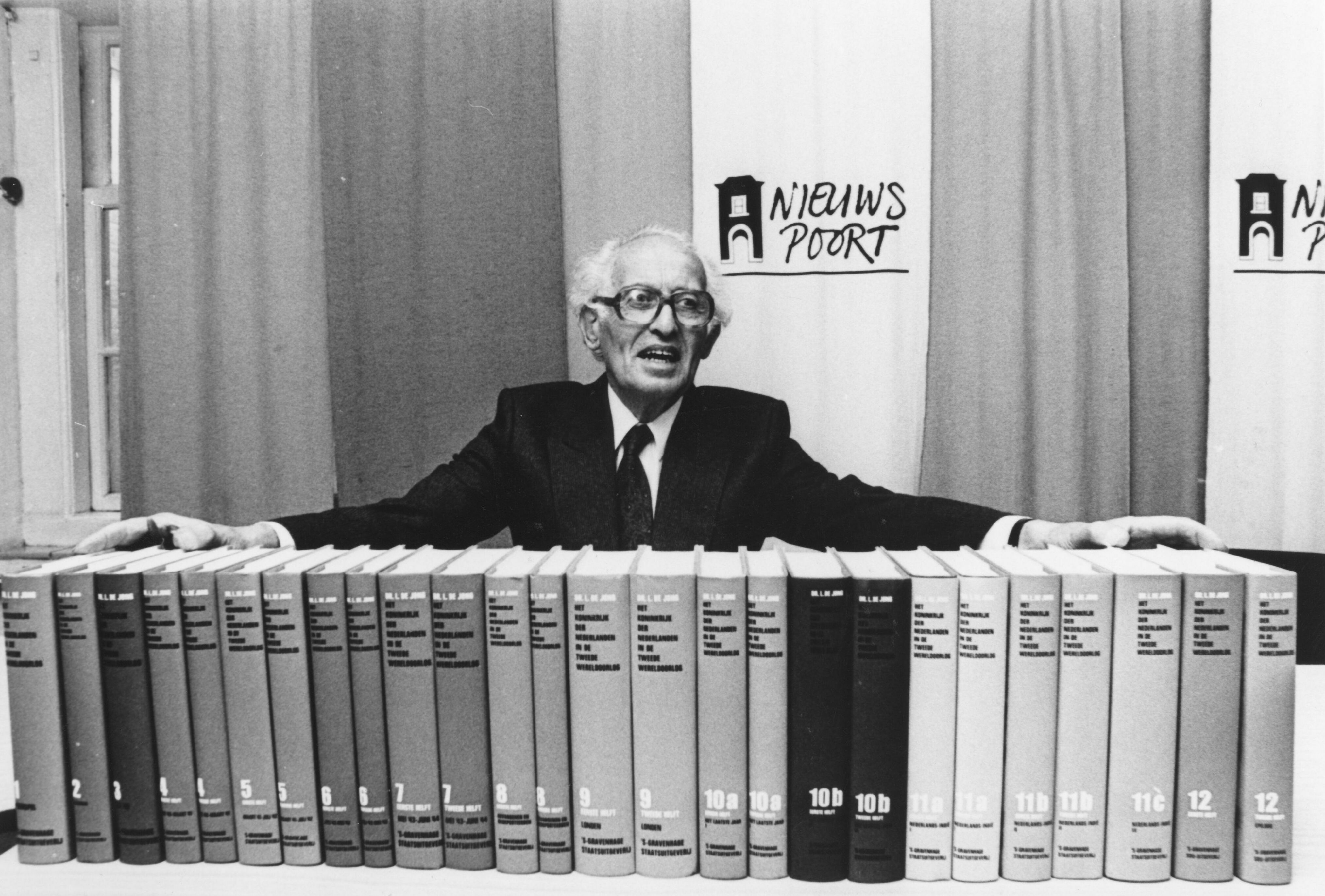
Loe de Jong
overleden in 2005

- 44 v.Chr. - Julius Caesar (56), Romeins staatsman
- 493 - Odoaker (±58), eerste barbaarse koning van Italië
- 1190 - Isabella van Henegouwen (19), koningin van Frankrijk
- 1832 - Otto Wilhelm Masing (68), Estisch predikant en taalkundige
- 1833 - Kurt Sprengel (66), Pruisisch botanicus
- 1839 - Chief Marin (~58), Amerikaans indianenleider
- 1842 - Luigi Cherubini (81), Italiaans componist
- 1904 - Augustus Edwin Mulready (60), Engels kunstschilder
- 1905 - Marian Emma Chase (60), Brits kunstschilder en aquarellist
- 1913 - Rudolph Theodorus van Pallandt van Eerde (44), Nederlands politicus
- 1918 - Lili Boulanger (24), Frans componiste
- 1921 - Caroline Weldon (76), Zwitsers-Amerikaans artiest en activiste
- 1927 - Hector Rason (68), 7e premier van West-Australië
- 1937 - Howard Phillips Lovecraft (46), Amerikaans fantasy- en horrorschrijver
- 1938 - Nikolaj Boecharin (49), Sovjet-econoom en -politicus
- 1939 - Johannes Dirk Bloemen (74), Nederlands zwemmer
- 1941 - Alexej von Jawlensky (77), Russisch impressionistisch schilder
- 1943 - Gregoria de Jesus (67), Filipijns onafhankelijkheidsstrijdster
- 1945 - Herman Bernard Wiardi Beckman (41), Nederlands politicus en verzetsstrijder
- 1948 - Mary Tourtel (74), Engels schrijfster en tekenares
- 1952 - Hendrik Johan Knottenbelt (78), Nederlands politicus
- 1961 - Benjamin Adams (70), Amerikaans atleet
- 1961 - Akiba Rubinstein (78), Pools schaakgrootmeester
- 1968 - André Carrell (56), Nederlands conferencier
- 1973 - Sjef van Dongen (66), Nederlands Noordpoolvorser en politicus
- 1971 - Jean-Pierre Monseré (22), Belgisch wielrenner
- 1975 - Aristoteles Onassis (68), Grieks reder
- 1983 - Rebecca West (90), Brits schrijver
- 1984 - Ken Carpenter (70), Amerikaans atleet
- 1986 - Patrick Nebel (27), Belgisch zanger
- 1992 - Sergio Guerri (86), Italiaans curiekardinaal
- 1998 - Gennadi Jevrjoezjchin (54), Sovjet-voetballer
- 1998 - Benjamin Spock (94), Amerikaans (kinder)arts en schrijver
- 2001 - Byron B. McCulloh (74), Amerikaans componist
- 2001 - Charles Minelli (86), Amerikaans componist
- 2001 - Ann Sothern (91), Amerikaans actrice
- 2004 - Ralph Inbar (65), Nederlands televisieregisseur
- 2005 - Loe de Jong (90), Nederlands historicus
- 2005 - Bill McGarry (77), Engels voetballer en voetbalcoach
- 2005 - Bert Pronk (54), Nederlands wielrenner
- 2006 - Georgios Rallis (87), Grieks politicus
- 2007 - Rupert Christopher (51), Surinaams militair, politicus en diplomaat
- 2007 - Charles Harrelson (68), Amerikaans crimineel
- 2007 - Stuart Rosenberg (79), Amerikaans film- en televisieregisseur
- 2008 - Mikey Dread (53), Jamaicaans-Amerikaans radio-dj en zanger
- 2008 - Esseliene Christiene Fabies (81), Surinaams zangeres
- 2009 - Richard Aoki (70), Amerikaans mensenrechtenactivist
- 2009 - Miguel Bernad (91), Filipijns historicus en essayist
- 2009 - Billy C. Clark (80), Amerikaans schrijver
- 2009 - Edmund Hockridge (89), Canadees zanger
- 2009 - Pirkle Jones (95), Amerikaans fotograaf
- 2009 - Paul Spang (86), Luxemburgs historicus
- 2009 - Shinkichi Tajiri (85), Amerikaans beeldhouwer, kunstschilder, fotograaf en filmmaker
- 2009 - Rong Wongsawan (76), Thais schrijver
- 2010 - Emilia Boncodin (55), Filipijns minister en bestuurskundige
- 2010 - Robert Hodgins (89), Zuid-Afrikaans kunstenaar
- 2010 - Sam Mtukudzi (21), Zimbabwaans muzikant
- 2011 - Nate Dogg (41), Amerikaans rap-artiest
- 2011 - Yakov Kreizberg (51), Russisch-Amerikaans dirigent
- 2011 - Trinus Riemersma (72), Nederlands schrijver
- 2011 - Robert Schoonjans (85), Belgisch atleet
- 2012 - Bob Day (67), Amerikaans atleet
- 2012 - Huib Eversdijk (78), Nederlands politicus
- 2013 - Tony Van den Bosch (68), Belgisch journalist
- 2013 - Terry Lightfoot (77), Brits jazzklarinettist en bandleider
- 2014 - Scott Asheton (64), Amerikaans gitarist
- 2014 - Jan Van Duffel (105), Belgisch priester
- 2014 - Cees Veerman (70), Nederlands zanger, componist en gitarist
- 2015 - Mike Porcaro (59), Amerikaans bassist
- 2016 - Serge Kampf (81), Frans ondernemer
- 2016 - Piet Oosterveld (77), Nederlands poolreiziger en klimaatwetenschapper
- 2016 - Jan Pronk (97), Nederlands baanwielrenner
- 2018 - Bernard Verheyden (79), Belgisch acteur
- 2019 - Tone Brulin (92), Belgisch toneelschrijver en regisseur
- 2019 - Okwui Enwezor (55), Nigeriaans-Amerikaans dichter, conservator en kunsthistoricus
- 2019 - Patty Klein (73), Nederlands stripauteur en dichteres
- 2020 - Suzy Delair (102), Frans actrice en zangeres
- 2020 - Roy Hudd (83), Brits acteur en komiek
- 2021 - Kristof Delorge (35), Belgisch voetballer
- 2021 - Yaphet Kotto (81), Amerikaans acteur
- 2021 - Dick Schenkeveld (87), Nederlands classicus
- 2022 - Piet Bukman (88), Nederlands politicus
- 2022 - Liang-huan Lu (85), Taiwanees golfer
- 2024 - Hans Blum (95), Duits schlagerzanger
- 2024 - Paul Josef Cordes (89), Duits kardinaal
- 2024 - Vincent Monnikendam (87), Nederlands antropoloog en filmmaker
- 2025 - Doris Fitschen (56), Duits voetbalster
- 2025 - Wings Hauser (77), Amerikaans acteur
- 2025 - Herman Nijhof (75), Nederlands fotograaf
- 2025 - Jan Versteegt (72), Nederlands weerman
- 2025 - Slick Watts (73), Amerikaans basketballer

## Viering/herdenking
- Nationale feestdag in Hongarije ter herdenking van de opstand van de Hongaren tegen Oostenrijk in 1848
- "Internationale Dag tegen Politiegeweld"
- Wit-Rusland - "Dag van de Grondwet"
- Japan - Hōnen Matsuri (oogstfeest)
- Rooms-katholieke kalender:
  - Heilige Louise de Marillac († 1660)
  - Heilige Clemens Maria Hofbauer († 1820)
  - Heilige Lucretia (van Cordova) († 859)
  - Heilige Paus Zacharias († 752)
  - Heilige Artemide Zatti († 1951)
  - Zalige Diedo van Andelsbuch († 1080)
  - Eerbiedwaardige Pius Keller († 1940)
  - Fictieve zalige Arnikius van Averbode (ook op 17 maart)
  - Mirakel van Amsterdam (1345) - Gedachtenis (in Bisdom Haarlem-Amsterdam)

## Weerextremen

### Nederland
| | Officiële records | Officiële records | Officiële records |      | Landelijke records | Landelijke records | Landelijke records     |
| Gebeurtenis | Jaar              | Extreem           | Locatie           | Jaar | Extreem            | Locatie            |                        |
| --- | ----------------- | ----------------- | ----------------- | ---- | ------------------ | ------------------ | ---------------------- |
| Laagste etmaalgemiddelde temperatuur (°C) | 1947              | −0,5              | De Bilt           |      | 1962               | −2,1               | Eelde                  |
| Hoogste etmaalgemiddelde temperatuur (°C) | 2024              | 13,0              | De Bilt           |      | 2024               | 13,1               | Gilze-Rijen, Heino     |
| Laagste minimumtemperatuur (°C) | 1987              | −5,7              | De Bilt           |      | 2013               | −8,6               | Deelen                 |
| Hoogste minimumtemperatuur (°C) | 2024              | 11,2              | De Bilt           |      | 2024               | 11,4               | Gilze-Rijen            |
| Laagste maximumtemperatuur (°C) | 1954              | 2,3               | De Bilt           |      | 1946               | −0,4               | Eelde                  |
| Hoogste maximumtemperatuur (°C) | 1972              | 18,4              | De Bilt           |      | 1972               | 20,0               | Eindhoven              |
| Hoogste uurgemiddelde windsnelheid (m/s) | 1905              | 15,9              | De Bilt           |      | 1992               | 22,6               | Huibertgat             |
| Hoogste windstoot (m/s) | 1978              | 19,5              | De Bilt           |      | 1992               | 28,8               | Huibertgat, Lauwersoog |
| Langste zonneschijnduur (uur) | 2023              | 11,0              | De Bilt           |      | 1993               | 11,3               | Arcen                  |
| Langste neerslagduur (uur) | 1994              | 15,8              | De Bilt           |      | 1975               | 21,0               | Twenthe                |
| Hoogste etmaalsom van de neerslag (mm) | 1994              | 15,0              | De Bilt           |      | 1994               | 29,7               | Volkel                 |
| Laagste etmaalgemiddelde relatieve vochtigheid (%) | 1953              | 55                | De Bilt           |      | 1924, 1938         | 50                 | Maastricht             |
| Laagste uurwaarde luchtdruk op zeeniveau (hPa) | 1920              | 976,0             | De Bilt           |      | 1920               | 973,9              | Vlissingen             |
| Hoogste uurwaarde luchtdruk op zeeniveau (hPa) | 2003              | 1043,4            | De Bilt           |      | 2003               | 1045,1             | Eelde                  |
| Officiële records worden altijd gemeten op het KNMI-weerstation in De Bilt. Landelijke records kunnen worden gemeten op elk officieel KNMI-weerstation in Nederland. |                   |                   |                   |      |                    |                    |                        |

Uitzonderlijke gebeurtenissen
- 1935 - Eerste landelijke zachte dag van het jaar gemeten in Maastricht (maximumtemperatuur ≥ 15 °C op een officieel weerstation)
- 1938 - Eerste officiële zachte dag van het jaar (maximumtemperatuur ≥ 15 °C in De Bilt)
- 1945 - Eerste landelijke zachte dag van het jaar gemeten in Maastricht (maximumtemperatuur ≥ 15 °C op een officieel weerstation)
- 1972 - Eerste landelijke warme dag van het jaar gemeten in Eindhoven (maximumtemperatuur ≥ 20 °C op een officieel weerstation)
- 2011 - Eerste officiële zachte dag van het jaar (maximumtemperatuur ≥ 15 °C in De Bilt)
- 2012 - Eerste officiële zachte dag van het jaar (maximumtemperatuur ≥ 15 °C in De Bilt)
- 2012 - Eerste landelijke zachte dag van het jaar gemeten in Arcen, Cabauw, De Bilt, Deelen, Eindhoven, Ell, Gilze-Rijen, Herwijnen, Hoek van Holland, Hupsel, Lelystad, Maastricht, Rotterdam, Schiphol, Twenthe, Valkenburg ZH, Vlissingen, Volkel, Westdorpe, Wijk aan Zee, Wilhelminadorp en Woensdrecht (maximumtemperatuur ≥ 15 °C op een officieel weerstation)
- 2023 - Officieel langste zonneschijnduur in uren van maart dit jaar gemeten in De Bilt: 11,0
- 2024 - Officieel hoogste etmaalgemiddelde temperatuur in °C van maart dit jaar gemeten in De Bilt: 13,0 (voorlopig). Samen met 14 maart
- 2024 - Officieel hoogste minimumtemperatuur in °C van maart dit jaar gemeten in De Bilt: 11,2 (voorlopig)
- 2024 - Landelijk hoogste minimumtemperatuur in °C van maart dit jaar gemeten in Gilze-Rijen: 11,4 (voorlopig)

### België
Dagrecords
- 1883 - Laagste etmaalgemiddelde temperatuur −2,3 °C.
- 1972 - Hoogste etmaalgemiddelde temperatuur 13,5 °C.
- 1958 - Laagste minimumtemperatuur −5,7 °C.
- 1972 - Hoogste maximumtemperatuur 18,4 °C.
- 2008 - Hoogste etmaalsom van de neerslag 22,2 mm
- 2012 - Warmste 15e maart sinds begin metingen met 20,2 °C te Ukkel[5]

Uitzonderlijke gebeurtenissen
- 1942 - Van 6 januari tot 15 maart (dat is 69 dagen) sneeuw op de bodem in Ukkel (soms in de vorm van sporen). Dat is na de winter 1962/1963 het tweede langst.
- 2013 - In Elsenborn (Bütgenbach) daalt de temperatuur nog tot –17,9 °C. Dat is in deze periode van het jaar nog niet eerder voorgekomen.

<< · 1 · 2 · 3 · 4 · 5 · 6 · 7 · 8 · 9 · 10 · 11 · 12 · 13 · 14 · 15 · 16 · 17 · 18 · 19 · 20 · 21 · 22 · 23 · 24 · 25 · 26 · 27 · 28 · 29 · 30 · 31 · >>